# Adalbert Meier
Adalbert Ferdinand Meier (* 10. Februar 1926 in Amberg; † 13. März 2021 in Memmingen) war ein deutscher katholischer Kirchenmusiker, der seit 1960 ehrenamtlich mit seinen Orgelkonzerten in der Basilika des Klosters Ottobeuren Geld für die Leprahilfe sammelte, wobei eine Summe von 2,6 Mio. Euro eingespielt wurde.

## Leben und Wirken
Meier besuchte von 1928 bis 1942 die Volksschule und das Gymnasium in Schwenningen und Dillingen. 1941 zog er um nach Ebenhofen und besuchte das Gymnasium in Kaufbeuren. In dieser Zeit machte er von 1941 bis 1944 ein Orgelstudium am Leopold-Mozart-Konservatorium Augsburg bei Arthur Piechler und besuchte von 1947 die Kirchenmusikschule Regensburg. Ab 1948 bis 1953 war er Volksschullehrer in Baisweil. Während dieser Zeit machte er von 1949 bis 1950 sein Diplom an der Musikhochschule München. Von 1953 bis 1955 war er Volksschullehrer in Altdorf (Biessenhofen) und von 1955 bis 1988 Grundschullehrer in Memmingen.
1960 wurde Meier von Piechler und Abt Vitalis mit dem Aufbau der allwöchentlichen Orgel-Konzerte im Kloster Ottobeuren zugunsten der Deutschen Leprahilfe beauftragt. Daneben machte er Aufnahmen für Schallplatten, MC und CD und diverse Rundfunk- und Fernsehaufnahmen.
Meier war auch als Komponist tätig. So komponierte er im Rahmen seiner Tätigkeit als Grundschullehrer 4 Singspiele, 4 Kantaten und Lieder für das Memminger Kinderfest.
Für sein ehrenamtliche Engagement erhielt Meier 1975 und 2015 das Bundesverdienstkreuz, 1977 den Bayerischen Verdienstorden, 1983 die Landkreisnadel des Landkreises Unterallgäu, 1986 das Stadtsiegel der Stadt Memmingen und 1988 die goldene St. Ulrich-Nadel des Bistums Augsburg.
1988 wurde Meier pensioniert und lebte weiterhin in Memmingen.

## Werke
- Kinderfestlied „Reigen auf dem grünen Rasen“ (Text von Sepp Skalitzky) – 1969
- Liederkanon „Weckruf“ – 1975
- 4 Singspiele
- 4 Kantaten
- 6 Chorlieder nach chinesischen Gedichten
- Kirchenmusikalisches Werk „Südtiroler Bauernmesse“
- 10 Stücke für Orgel und Gitarre oder Hackbrett („Geistlicher Vogelsang“)
- I bin a Schwob Strophe 3–5, 1991 für das Memminger Kinderfest